# Хау, Дон
Дональд «Дон» Хау (англ. Donald 'Don' Howe; 12 октября 1935 — 23 декабря 2015) — английский футболист. По завершении игровой карьеры — футбольный тренер. Хоу провёл большую часть карьеры в «Вест Бромвич Альбион».

## Футбольная карьера

### Клубная карьера
В профессиональном футболе дебютировал в 1952 году выступлениями за «Вест Бромвич Альбион», в котором провел двенадцать сезонов, приняв участие в 342 матчах чемпионата. Большинство времени, проведенного в составе «Вест Бромвича», был основным игроком защиты команды.
В 1964 году перешёл в «Арсенал», за который отыграл 2 сезона. Играя в составе «канониров» также выходил на поле в основном составе команды. Завершил профессиональную карьеру футболиста в этой команде в 1966 году в возрасте 31 года из-за травмы.

### Карьера в сборной
19 октября 1957 года дебютировал в официальных матчах в составе сборной Англии в игре Домашнего чемпионата Великобритании против сборной Уэльса, который завершился победой англичан со счетом 4-0.
В составе сборной был участником чемпионата мира 1958 года в Швеции и чемпионата мира 1962 года в Чили.
На протяжении карьеры в национальной команде, которая длилась всего 3 года, провел в форме главной команды страны 23 матча.